# Felix Gmür
Felix Gmür (Luzern, 7. lipnja 1966.) švicarski je rimokatolički prelat. Postavljen je za biskupa Baselske biskupije 16. siječnja 2011. godine. Prethodno je obnašao dužnost tajnika Švicarske biskupske konferencije.

## Životopis
Od 1986. do 1990. studirao je filozofiju na Filozofskom fakultetu (isusovaca) u Münchenu i u Centru Sèvres u Parizu te stekao diplomu iz filozofije. Od 1990. do 1994. studirao je teologiju na sveučilištima u Fribourgu i Münchenu, završivši teologiju.
Nakon 1994. nastavlja studij filozofije i egzegeze u Münchenu, pohađajući i kolegije povijesti umjetnosti. Godine 1997. doktorirao je filozofiju na temu estetike Ludwiga Wittgensteina. Dok je studirao u Münchenu, bio je student nadregionalnog sjemeništa toga grada, Herzogliches Georgianum.
Od 1997. do 1999. obavljao je pastoralni pripravnički rad u Baselskoj biskupiji, radeći najprije kao pastoralni pomoćnik, a kasnije kao đakon u župi sv. Antonija u Baselu. Za svećenika je zaređen 30. svibnja 1999. u Luzernu za Baselsku biskupiju. Od 1999. do 2001. bio je kapelan u župi sv. Antonija u Baselu. Od 2001. do 2004. studirao je na Papinskom sveučilištu Gregoriana kao student na Papinskom teutonskom institutu Santa Maria dell'Anima. Od 2004. do 2006. bio je vicerektor Velikog sjemeništa u Baselu do Luzerna, dok je radio u župama i Menzingen Neuheimu. Od 2006. do 2010. obnašao je službu tajnika Švicarske biskupske konferencije.
Gmüra je 8. rujna izabralo 18-člano savjetodavno vijeće kantonalne biskupije i njegova je nominacija predana papi na odobrenje. Imenovao ga je papa Benedikt XVI. 23. studenog 2010. godine. Gmür je posvećen i postavljen 16. siječnja 2011. u Oltenu.
Uoči otvaranja sinode 2023. Gmür je izrazio podršku ukidanju obveznog svećeničkog celibata i ređenje žena.